# Georges Couthon

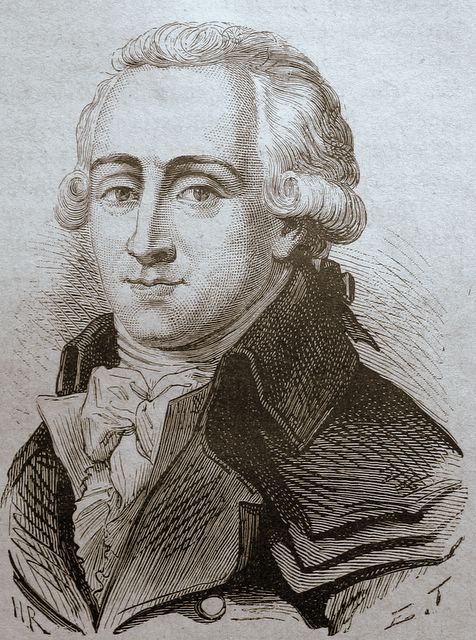
Georges Auguste Couthon

Georges Auguste Couthon (* 22. Dezember 1755 in Orcet, Auvergne; † 28. Juli 1794 hingerichtet in Paris) war ein französischer Revolutionär und enger Freund und Anhänger Robespierres.

## Werdegang
Couthon studierte in Clermont bis 1785 Rechtswissenschaft. Am 11. Dezember 1786 wurde er dort als Freimaurer in der Loge Saint Maurice initiiert.
1791 wählte man ihn als Abgeordneten in die Nationalversammlung. Zu diesem Zeitpunkt war er bereits von der Taille abwärts gelähmt und nutzte zur Fortbewegung einen selbstkonstruierten Rollstuhl.
Während Couthon sich in früheren Publikationen stets als aufgeklärter Anhänger einer konstitutionellen Monarchie bezeichnete, hatte ihn der Fluchtversuch Ludwigs XVI. und seiner Familie im Juni 1791 (Flucht nach Varennes) zu einem erbitterten Feind des Königs gemacht. Aus diesem Grunde stimmte er, im September 1792 in den Nationalkonvent gewählt, im Prozess gegen Ludwig XVI. für den Tod des Monarchen. Als er am 30. Mai 1793 Mitglied des Wohlfahrtsausschusses wurde, war er bereits seit geraumer Zeit unbedingter Gefolgsmann Robespierres, mit dessen Meinung er besonders in Religionsfragen übereinstimmte. Zusammen mit Marie-Jean Hérault de Séchelles und Louis Antoine de Saint-Just arbeitete Couthon auch an der neuen Verfassung im Jahre I der Republik mit. Im November 1793 legte er seinen Vornamen Georges ab und nannte sich stattdessen fortan Aristide. Nach seiner Rückkehr aus Lyon, wohin er als Représentant en mission zur Förderung der „levée en masse“ beordert worden war, wurde Couthon am 21. Dezember 1793 Präsident des Nationalkonvents.
Couthon brachte am 10. Juni 1794 das so genannte Schreckensgesetz vom 22. Prairial zur Abstimmung, das maßgeblich von ihm und Robespierre verfasst worden war. Das Gesetz schaffte unter anderem die Verteidigung der Angeklagten ab und ermöglichte den Gerichten eine schnelle Aburteilung aller vermeintlichen Revolutionsgegner. Couthon begründete das Gesetz mit den Worten: „Es geht nicht darum, die Feinde des Vaterlandes zu bestrafen, es geht darum, sie zu vernichten.“ Mit diesem Gesetz begann die letzte Phase der Schreckensherrschaft, die Grande Terreur.
Am 9. Thermidor (27. Juli 1794) wurde er zusammen mit Robespierre, Saint-Just und anderen gefangengesetzt und am 28. Juli auf der Place de la Revolution guillotiniert. Aufgrund seiner Lähmung war es erst nach mehreren für Couthon schmerzhaften Minuten möglich, ihn in eine seitliche Position zu bringen, die seine Hinrichtung erlaubte.
Der von ihm gebaute Rollstuhl kann heute noch im Musée Carnavalet besichtigt werden.